# Ламберт Сполетский
Ламберт Сполетский (около 875/880 — 15 октября 898) — король Италии (891—898) и император (892—898). Вдохновитель и участник Трупного синода 897 года.

## Биография

Каролингская Европа в 898 году

Родителями Ламберта были Гвидо Сполетский и дочерь князя Беневенто Адельхиза Агельтруда. На ассамблее в Павии в мае 891 года отец Ламберта добился королевского титула для своего сына, которому тогда было около двенадцати лет. Примерно в то же время, 30 апреля 892 года, новый папа римский Формоз короновал в Равенне Ламберта императорской короной, и он стал соправителем своего отца.
После смерти отца Ламберт в январе 895 года занял Павию, опередив Беренгара I Фриульского. Пользуясь доверием папы Формоза, разочаровавшегося в Арнульфе Каринтийском, он получил поддержку своих вассалов. Однако в 895 году он позволил матери втянуть себя в авантюру с отвоеванием княжества Беневенто для герцога Сполето Гвидо IV у Византии. Этот поход, начатый в августе 895 года, вызвал недовольство папы, который вновь обратился с призывом к Арнульфу Каринтийскому, который в октябре вторгся в Италию. При этом с Арнульфом договорился о помощи и император Византии Лев VI, заключивший союз также с королём Нижней Бургундии Людовиком III. В феврале 896 года Арнульф занял Рим, где короновался императорской короной. Королева Агельтруда бежала из Рима в Сполето, Ламберт уехал туда ещё раньше для организации обороны. Арнульф выступил следом, но неожиданно его сразил паралич, в результате чего германская армия вернулась в Баварию. Некоторое время спустя, 4 апреля 896 года, умер папа Формоз.
В октябре или ноябре 896 года Ламберт и Беренгар встретились в Тичино, где заключили договор о мире. Они разделили королевство, Беренгар получил земли между реками По и Адда, остальная часть осталась у Ламберта. В конце года Ламберт, Агельтруда и Гвидо IV смогли выбить из Рима германцев. После этого в январе 897 года папа Стефан VI (VII) созвал Трупный собор, который признал незаконным избрание папой Формоза, и, следовательно, коронацию императором Арнульфа. После чего Ламберт вернулся в Павию, а его мать отправилась в Беневенто, где от имени императора передала управление своему брату Радельхизу. В это же время в Риме вспыхнуло восстание, низложившее папу Стефана.
В мае 898 года папа Иоанн IX на синоде в Равенне аннулировал коронацию Арнульфа и поддержал Ламберта. Однако в августе вспыхнуло восстание маркграфа Тосканы Адальберта II. Ламберт выступил против мятежника, и ему удалось захватить Адальберта. Он был отправлен в Павию дожидаться суда. Однако 15 октября на охоте Ламберт упал с лошади и погиб. С его смертью род угас, поскольку его близкий родственник, герцог Гвидо IV, погиб годом ранее.